# Хэллоуинтаун 3
Хэллоуинта́ун 3 (англ. Halloweentown High; также известен как Го́род Хэлло́уин 3 и Шко́ла Хэллоуинта́уна) — оригинальный телефильм Disney Channel, премьера которого состоялась 8 октября 2004 года на американской версии канала. Выход фильма был приурочен к празднованию очередного Хэллоуина в 2004 году. Это последний фильм в серии, в котором Кимберли Браун появилась в роли Марни Пайпер, а Эмили Рёске — в роли Софи (да и то, лишь в качестве камео).

## В ролях
| Актер               | Род           | Вид       |
| ------------------- | ------------- | --------- |
| Кимберли Браун      | Марни Пайпер  | Ведьма    |
| Дебби Рейнольдс     | Агги Кромвэлл | Ведьма    |
| Джудит Хоаг         | Гвэн Пайпер   | Ведьма    |
| Джои Зиммерман      | Дилан Пайпер  | Человек   |
| Эмили Рёске         | Софи Пайпер   | Ведьма    |
| Финн Уиттрок        | Коди          | Человек   |
| Клифтон Дэвис       | Фил           | человек   |
| Элиана Рэйс         | Кесси         | Ведьма    |
| Майкл Флинн         | Эдгар Дэлоуей | Колдун    |
| Лукас Грейбил       | Итан Дэлоуей  | Колдун    |
| Олеся Рулин         | Натали        | Троль     |
| Тодд Майкл Шварцман | Пит           | Оборотень |
| Клэйтон Тейлор      | Честор        | Огр       |
| Боб Лануе           | Бобби         | Грэмлин   |

## Роли дублировали
| Роль          | Актер Дубляжа              |
| ------------- | -------------------------- |
| Марни         | Елизавета Захарьева        |
| Агги Кромвэлл | Светлана Шейченко          |
| Гвэн Пайпер   | Мария Цветкова-Овсянникова |
| Дилан         | Руслан Мещанов             |
| Коди          | Александр Трофимов         |
| Фил           | Валерий Соловьев           |
| Кесси         | Эльвира Ишмуратова         |
| Итан          | Глеб Гаврилов              |
| Эдгар         | Вадим Гущин                |
| Натали        | Александра Матвеева        |
| Пит           | Иван Чабан                 |